# Načinović
Načinović je hrvatsko prezime,
- Alvaro Načinović (u. 1966.), hrvatski rukometaš
- Daniel Načinović (u. 1952), hrvatski pjesnik, prozaik, esejist, novinar, pjevač, prevoditelj